# Otto Gekeler
Otto Gekeler (* 21. März 1913 in Tumlingen bei Freudenstadt, Schwarzwald; † 22. März 1999 in Zirndorf) war ein deutscher Volkswirt, der das ganzheitliche Prinzip der Warenwissenschaft der stiefmütterlichen Behandlung in den etablierten Wirtschaftsfächern gegenüberstellte.
Er war 1971 Gründungsmitglied der „Deutschen Gesellschaft für Warenkunde und Technologie“ (DGWT) und 1972 gemeinsam mit Josef Hölzl Gründer der warenwissenschaftlichen Zeitschrift FORUM WARE (in Nachfolge der DGWT-Informationen), 1978 bis 1984 war er Präsident der DGWT und Nestor der IGWT.
In Hoya an der Weser, dem Geburtsort Johann Beckmanns, wurde 1984 bei der Internationalen Gesellschaft für Warenkunde und Technologie (IGWT) mit seiner Initiative ein „Internationaler Johann Beckmann-Kreis“ gegründet, aus dem 1987 die „Johann Beckmann – Gesellschaft e.V.“ und das „Johann Beckmann-Journal“ hervorgingen.
Die belgische Universität Ghent verlieh ihm 1989 die Sarton-Medaille. Die erste Johann Beckmann-Medaille wurde ihm 1997 in Wien verliehen.

## Schriften (Auswahl)
- Gekeler Otto; Herdt Klaus; Obereder Walter: Warenkatalogisierung und Kommunikation über die Ware. Saur, München 1969.
- Generalbetrachtung (gemeinsam mit Wolfram Spitzberg): Dimensionen der Warenbetrachtung und Warenbilanzen. – In: FORUM WARE 10 (1982) Nr. 1–4, S. 37–80.
- Johann Beckmann and the “Considerations of Commodities and Technology in their Entirety”.- In: SARTONIANA (University of Ghent, Belgium: Sarton Chair of the History of Sciences) Bd. 2, 1989, S. 138–171.
- 10 Jahre Johann Beckmann-Gesellschaft e.V., Festakt in Hoya am 10. Mai 1997. Johann Beckmann – Erinnerungen und Träumereien. – In: Johann Beckmann-Journal 11./12. Jg.: 1997/1998, S. 26–53. ISSN 0942-5020.
- Zu Johann Beckmann: Erinnerungen und Träumereien. Otto Gekeler Selbstverlag, Vestnerstr. 46, D-90513 Zirndorf, Mai 1997 (74 Seiten, mit weiterführender Literatur).